# Остерија-Томбе (Болоња)
Остерија-Томбе (итал. Osteria-Tombe) је насеље у Италији у округу Болоња, региону Емилија-Ромања.
Према процени из 2011. у насељу је живело 63 становника. Насеље се налази на надморској висини од 51 м.